# Andrzej Bronicki
Andrzej Bronicki herbu Ślepowron (zm. przed 25 maja 1683) – wojski krakowski w 1669 roku, dworzanin królewski.
W 1674 roku był elektorem Jana III Sobieskiego z województwa krakowskiego, podpisał jego pacta conventa.